# Nguyên Lạc Thượng
Nguyên Lạc Thượng (chữ Hán: 元樂尚; 565 - ?) là một trong bốn Hoàng hậu không chính thống của Bắc Chu Tuyên Đế Vũ Văn Uân trong lịch sử Trung Quốc, bên cạnh Thiên Đại Hoàng hậu Chu Mãn Nguyệt, Thiên Trung Đại Hoàng hậu Trần Nguyệt Nghi và Thiên Hữu Hoàng hậu Uất Trì Sí Phồn.

## Tiểu sử
Phụ thân Nguyên Lạc Thượng là Nguyên Thịnh (元晟), hậu duệ hoàng tộc Bắc Ngụy.
Mùa xuân năm 579, Nguyên Lạc Thượng được tuyển vào hậu cung của Bắc Chu Tuyên Đế, một hoàng đế tùy tiện phóng túng, được phong Quý phi (德妃). Một tháng sau, Tuyên Đế nhường ngôi cho con trai là Vũ Văn Xiển, tức Bắc Chu Tĩnh Đế, Tuyên Đế xưng làm "Thiên nguyên hoàng đế" (天元皇帝), thay vì Thái thượng hoàng.
Mùa thu năm đó, trong một lần tùy hứng, Tuyên Đế sách lập thêm 3 vị hoàng hậu, trong đó có Nguyên Lạc Thượng, gọi là Thiên hữu hoàng hậu (天右皇后). Mùa xuân năm 580 đổi thành Thiên hữu đại hoàng hậu (天右大皇后).
Tuy có nhiều Hoàng hậu nhưng chính thất của Tuyên Đế vẫn là Dương Lệ Hoa, con gái của Dương Kiên (sau là Tùy Văn Đế). Giữa các Hàng hậu, Nguyên Lạc Thượng rất thân thiết với Trần Nguyệt Nghi vì 2 người trạc tuổi, nhập cung cùng thời điểm và đều được Tuyên Đế sủng ái.

## Xuất gia tu hành
Mùa hè năm 580, Tuyên Đế đột nhiên lâm bệnh và băng hà. Phụ thân của Hoàng hậu Dương Lệ Hoa là Dương Kiên nhiếp chính. Trong vòng một năm, Dương Kiên đoạt lấy ngai vàng, chấm dứt triều Bắc Chu và thiết lập triều Tùy. Nguyên Lạc Thượng xuất gia tu hành với pháp hiệu Hoa Thắng (華勝) và tiếp tục sống rất thọ đến triều đại Đường Thái Tông (626-649).